# 마리암 에르난데스
마리암 에르난데스(스페인어: Mariam Hernández, 1983년 4월 25일 ~ )는 스페인의 배우이다.